# Seks klaverstykker opus 59
Seks klaverstykker opus 59 is een verzameling composities van Agathe Backer-Grøndahl. De bundel werd eind december 1903 uitgegeven door Brødrene Hals Muziekuitgeverij (nrs. 1100-1105).
De zes werken waren:
1. Menuet in grazioso in e mineur in 3/4-maatsoort
2. Intermezzo in andantino in A majeur in 3/4-maatsoort
3. Mandolinata in allegretto leggierissimo in Des majeur in 2/4-maatsoort
4. Nocturne in andatino amoroso in C majeur in 4/4-maatsoort
5. Albumblad in allegretto grazioso in E majeur in 6/8-maatsoort
6. Ved vuggen in andante espressivo in F majeur in 4/4-maatsoort